# 성남면
성남면(城南面)은 충청남도 천안시 동남구의 면이다.

## 역사
- 조선시대 충청도 목천군 세성면(細城面), 남면(南面)
- 1895년 음력 윤5월 1일 공주부 목천군[1]
- 1896년 8월 4일 충청남도 목천군[2]
- 1914년 4월 1일 세성면, 남면 등을 충청남도 천안군 성남면으로 개편하였다.[3] (8리)
- 1917년 목천면 용원리를 성남면에 편입하였다. (9리)
- 1963년 1월 1일 충청남도 천원군 성남면[4]
- 1991년 1월 1일 충청남도 천안군 성남면[5]
- 1995년 5월 10일 충청남도 천안시 성남면[6]
- 2008년 6월 23일 충청남도 천안시 동남구 성남면[7]

## 행정 구역
- 신덕리 (新德里)
- 봉양리
- 대흥리
- 대정리
- 석곡리
- 용원리 (龍院里)
- 신사리 (新沙里)
- 대화리
- 화성리 (花城里)